# Adrian Quist
Adrian Karl Quist (ur. 4 sierpnia 1913 w Medindie, zm. 17 listopada 1991 w Sydney) – australijski tenisista, zdobywca Pucharu Davisa (1939).

## Kariera tenisowa
W swojej karierze Quist cztery razy dochodził do finału Australian Championships, wygrywając trzy tytuły. W grze podwójnej zwyciężył dziesięć razy w tym turnieju, dwa razy na Wimbledonie i raz na French Championships i U.S. National Championships. Dziesięć triumfów odniósł z Johnem Bromwichem. Quist był także raz finalistą French Championships w mikście.
W latach 1933–1948 reprezentował Australię w Pucharze Davisa i zwyciężył wraz z zespołem podczas edycji 1939, po pokonaniu 3:2 w finale Stanów Zjednoczonych. Quist zdobył punkt w deblu w parze z Bromwichem i wygrał jeden mecz w singlu z dwóch rozegranych przeciwko Bobby’emu Riggsowi.
W 1984 został uhonorowany miejscem w Międzynarodowej Tenisowej Galerii Sławy oraz, pośmiertnie w 1998, w Australijskiej Tenisowej Galerii Sławy.

### Finały w turniejach wielkoszlemowych

#### Gra pojedyncza (3–1)
| Końcowy wynik | Nr | Data | Turniej                             | Nawierzchnia | Przeciwnik    | Wynik finału            |
| ------------- | -- | ---- | ----------------------------------- | ------------ | ------------- | ----------------------- |
| Zwycięzca     | 1. | 1936 | Australian Championships, Adelaide  | Trawiasta    | Jack Crawford | 6:2, 6:3, 4:6, 3:6, 9:7 |
| Finalista     | 1. | 1939 | Australian Championships, Melbourne | Trawiasta    | John Bromwich | 4:6, 1:6, 3:6           |
| Zwycięzca     | 2. | 1940 | Australian Championships, Sydney    | Trawiasta    | Jack Crawford | 6:3, 6:1, 6:2           |
| Zwycięzca     | 3. | 1948 | Australian Championships, Melbourne | Trawiasta    | John Bromwich | 6:4, 3:6, 6:3, 2:6, 6:3 |

#### Gra podwójna (14–4)
| Końcowy wynik | Nr  | Data | Turniej                                | Nawierzchnia | Partner        | Przeciwnicy                       | Wynik finału             |
| ------------- | --- | ---- | -------------------------------------- | ------------ | -------------- | --------------------------------- | ------------------------ |
| Finalista     | 1.  | 1933 | French Championships, Paryż            | Ceglana      | Vivian McGrath | Pat Hughes Fred Perry             | 2:6, 4:6, 6:2, 5:7       |
| Finalista     | 2.  | 1934 | Australian Championships, Sydney       | Trawiasta    | Don Turnbull   | Pat Hughes Fred Perry             | 8:6, 3:6, 4:6, 6:3, 3:6  |
| Zwycięzca     | 1.  | 1935 | French Championships, Paryż            | Ceglana      | Jack Crawford  | Vivian McGrath Don Turnbull       | 6:1, 6:4, 6:2            |
| Zwycięzca     | 2.  | 1935 | Wimbledon, Londyn                      | Trawiasta    | Jack Crawford  | Wilmer Allison John Van Ryn       | 6:3, 5:7, 6:2, 5:7, 7:5  |
| Zwycięzca     | 3.  | 1936 | Australian Championships, Adelaide     | Trawiasta    | Don Turnbull   | Jack Crawford Vivian McGrath      | 6:8, 6:2, 6:1, 3:6, 6:2  |
| Zwycięzca     | 4.  | 1937 | Australian Championships, Sydney       | Trawiasta    | Don Turnbull   | John Bromwich Jack Harper         | 6:2, 9:7, 1:6, 6:8, 6:4  |
| Zwycięzca     | 5.  | 1938 | Australian Championships, Adelaide     | Trawiasta    | John Bromwich  | Gottfried von Cramm Henner Henkel | 7:5, 6:4, 6:0            |
| Finalista     | 3.  | 1938 | U.S. National Championships, Nowy Jork | Trawiasta    | John Bromwich  | Don Budge Gene Mako               | 3:6, 2:6, 1:6            |
| Zwycięzca     | 6.  | 1939 | Australian Championships, Melbourne    | Trawiasta    | John Bromwich  | Colin Long Don Turnbull           | 6:4, 7:5, 6:2            |
| Zwycięzca     | 7.  | 1939 | U.S. National Championships, Nowy Jork | Trawiasta    | John Bromwich  | Jack Crawford Harry Hopman        | 8:6, 6:1, 6:4            |
| Zwycięzca     | 8.  | 1940 | Australian Championships, Sydney       | Trawiasta    | John Bromwich  | Jack Crawford Vivian McGrath      | 6:3, 7:5, 6:1            |
| Zwycięzca     | 9.  | 1946 | Australian Championships, Adelaide     | Trawiasta    | John Bromwich  | Max Newcombe Leonard Schwartz     | 6:3, 6:1, 9:7            |
| Zwycięzca     | 10. | 1947 | Australian Championships, Sydney       | Trawiasta    | John Bromwich  | Frank Sedgman George Worthington  | 6:1, 6:3, 6:1            |
| Zwycięzca     | 11. | 1948 | Australian Championships, Melbourne    | Trawiasta    | John Bromwich  | Colin Long Frank Sedgman          | 1:6, 3:6, 8:6, 6:3, 8:6  |
| Zwycięzca     | 12. | 1949 | Australian Championships, Adelaide     | Trawiasta    | John Bromwich  | Geoff Brown Bill Sidwell          | 6:8, 7:5, 6:2, 6:3       |
| Zwycięzca     | 13. | 1950 | Australian Championships, Melbourne    | Trawiasta    | John Bromwich  | Jaroslav Drobný Eric Sturgess     | 6:3, 5:7, 4:6, 6:3, 8:6  |
| Zwycięzca     | 14. | 1950 | Wimbledon, Londyn                      | Trawiasta    | John Bromwich  | Geoff Brown Bill Sidwell          | 7:5, 3:6, 6:3, 3:6, 6:2  |
| Finalista     | 4.  | 1951 | Australian Championships, Melbourne    | Trawiasta    | John Bromwich  | Ken McGregor Frank Sedgman        | 9:11, 6:2, 3:6, 6:4, 3:6 |

#### Gra mieszana (0–1)
| Końcowy wynik | Nr | Data | Turniej                     | Nawierzchnia | Partnerka      | Przeciwnicy                    | Wynik finału |
| ------------- | -- | ---- | --------------------------- | ------------ | -------------- | ------------------------------ | ------------ |
| Finalista     | 1. | 1934 | French Championships, Paryż | Ceglana      | Elizabeth Ryan | Colette Rosambert Jean Borotra | 2:6, 4:6     |